# Allokationsethik
Allokationsethik ist die Untersuchung der Verteilung von gesundheitlich relevanter Ressourcen hinsichtlich ethischer Gesichtspunkte. Solche Verteilungsfragen stellen sich zum Beispiel bei der Organspende oder bei einer Knappheit medizinischer Ressourcen in Kriegszeiten oder bei einer Pandemie. Die Allokationsethik ist Teil der Medizinethik. Zu unterscheiden sind die Begriffe Rationalisierung, Priorisierung und Rationierung. Es gibt verschiedene Allokationsprinzipien, und es ist umstritten, welche in welchen Situationen gerecht sind.

## Hintergrund in Gesundheitswesen moderner Industrienationen
In den letzten Jahren bzw. Jahrzehnten ist die Lebenserwartung und dadurch auch der Ressourcenverbrauch im Gesundheitswesen deutlich gestiegen. Dies bereitet zunehmend Probleme bei der Finanzierung des Gesundheitswesens. Medizinische Leistungen können vermutlich in Zukunft (und teilweise schon heute) nicht mehr für alle, die sie bräuchten, finanziert werden. Diese Realität kollidiert mit dem Solidaritätsprinzip, nach dem alle Kranken die gleichen Möglichkeiten für eine medizinische Behandlung haben sollten und diese in ausreichendem Maß verfügbar sein sollte. Um eine Versorgung für alle möglichst lange aufrechtzuerhalten, werden Rationalisierungsmaßnahmen angewendet. Reichen diese nicht aus, was früher oder später der Fall sein wird, müssen zusätzlich Priorisierungen und eventuell Rationierungen vorgenommen werden.

## Rationalisierung, Priorisierung und Rationierung
Unter Rationalisierung (Gesundheitswesen) sind Maßnahmen zu verstehen, die Effizienz- und Produktivitätssteigerungen im Rahmen einer Leistungserstellung zum Ziel haben. Dabei sollen Prozesse und Abläufe, die unwirksam, weniger wirksam als kostengleiche Alternativen oder nicht wirksamer als kostengünstigere Alternativen sind, identifiziert und abgeschafft werden. Dadurch soll es möglich werden, bei gleichem finanziellen Aufwand das Versorgungsniveau zu erhöhen oder bei kleinerem finanziellen Aufwand das Versorgungsniveau zu halten.
Sind die Ressourcen knapp und nicht alle Patienten können versorgt werden, müssen Kriterien entworfen werden, nach denen entschieden wird, welche Therapiemöglichkeiten für welche Patienten noch zur Verfügung stehen werden. Es müssen Vorrangigkeiten bestimmter Indikationen, Patientengruppen oder Verfahren vor anderen bestimmt werden. Das ist es, was man generell unter Priorisierung medizinischer Leistungen versteht.
Beim Festlegen von Priorisierungskriterien entsteht eine mehrstufige Rangreihe, in der Methoden, Krankheitsfälle, Krankheitsgruppen, Versorgungsziele und Indikationen in einer Rangfolge angeordnet werden. Eine Rangreihenherstellung kann innerhalb eines bestimmten Versorgungsbereichs stattfinden (zum Beispiel im Hinblick auf Herzerkrankungen), das nennt man vertikale Priorisierung. Werden verschiedene Krankheitsgruppen oder Versorgungsziele in einen Kontext gestellt, handelt es sich um horizontale Priorisierung. Da es unter politischen Gesichtspunkten oft schwierig ist, einen Mangel einzugestehen und es keinen Konsens über geeignete Kriterien gibt, erfolgt Priorisierung in der Realität oft intransparent. Wenn aber die Patient-Arzt-Beziehung nicht zerstört und kein Misstrauen geschürt werden soll, müssen die Entscheidungen nach Kriterien transparent und so nachvollziehbar sein.
Man spricht in der Medizin von Rationierung bei einer Zwangsmaßnahme, wenn Güter oder Dienstleistungen oder finanzielle Mittel so knapp sind, dass der objektive Bedarf nicht gedeckt werden kann. Die Rationierung gibt es in einer indirekten und in einer direkten Form: In der primären Rationierung geht es darum, dass der Staat im Gesundheitswesen dazu verpflichtet ist einen angemessenen Anteil an den Gesamtausgaben für das Gesundheitswesen festzulegen. Oft sagt man dazu auch indirekte Rationierung, da es nicht um eine personen-, sondern um eine ressourcenbezogenen Rationierung geht. Bei der sekundären Rationierung, oder auch der direkten Form der Rationierung, geht es um die Zuteilung der Finanzierung auf medizinische Bereiche und vor allem um die Zuteilung der Mittel auf die Patienten. Aufgrund der Knappheit der Ressourcen, muss der Arzt entscheiden, welche Mittel einem Patienten gewährleistet werden können und welche ihm vorenthalten werden.

## Allokationsprinzipien bei Knappheit medizinischer Ressourcen
In der Literatur werden unter anderem die folgenden Allokationsprinzipien diskutiert: Lotterie, Warteliste, Bedürfnis, Alter, Prognose Überleben, Prognose Lebensalter, Verhalten, Instrumenteller Wert, Reziprozität und Finanzierung. Alle haben Vor- und Nachteile. Die wichtigsten sind in dieser Tabelle zusammengetragen.
| Prinzip | Vorteile | Nachteile |
| --- | --- | --- |
| 1. Lotterie: Verteilung nach Los. | Zufallsprinzip: Gerechtigkeit ist erfüllt | Weder die Minimierung der Todesopfer, noch der Schutz der medizinischen Fachpersonen wird einkalkuliert. |
| 2. Warteliste: Priorisierung nach Wartezeit. Wer zuerst kommt, mahlt zuerst.                                                                        | Keine Diskriminierung: Gerechtigkeit ist erfüllt. | Man kann nicht den größten Nutzen erzielen: Keine maximale Heilung, weil man auch Patienten mit geringen Überlebenschancen behandeln muss. |
| 3. Bedürfnis: Priorisierung nach Bedürfnis/Schwere der Krankheit. Die Kränksten zuerst.                                                             | Hilft denen, die Hilfe am nötigsten brauchen. | Die, mit den schwersten Krankheiten, sind auch jene, mit der geringeren Wahrscheinlichkeit auf Genesung (keine maximale Heilungsrate). |
| 4. Alter: Priorisierung nach Alter. Die Jüngeren zuerst.                                                                                            | Jüngere haben prinzipiell mehr Lebensjahre vor sich, die durch eine Genesung gesichert werden könnten.                                                            | Verletzt Diskriminierungsverbot, indem älteren Menschen, weniger Wert zugesprochen wird. |
| 5. Prognose Überleben: Priorisierung derer, die die höchste Wahrscheinlichkeit haben zu überleben.                                                  | Patienten, die vermutlich am meisten von der Behandlung profitieren, werden behandelt (Minimierung der Todesfälle).                                               | Das Diskriminierungsverbot wird zwangsweise ignoriert, da in der erfolgenden Prognose beispielsweise auf das Alter und chronische Erkrankungen geachtet wird.                                                                                             |
| 6. Prognose Lebensjahre: Priorisierung derer, die die höchste Wahrscheinlichkeit auf die größte Anzahl Lebensjahre haben                            | Personen, welche langfristig am meisten von Behandlung profitieren, werden bevorzugt. Personen mit längerer Lebenszeit können noch mehr für Gesellschaft leisten. | Gerechtigkeitsprinzip wird verletzt (Diskriminierungsverbot): Personen werden auf Grund ihres Alters ausgewählt. |
| 7. Verhalten: Priorisierung derer, die nicht freiwillig ein risikoreiches Verhalten gezeigt haben, das zur gesundheitlichen Situation geführt hat   | Personen, die ihr Leiden nicht selbstverschuldet haben, werden bevorzugt                                                                                          | Keine Maximierung der Heilungsrate. Personen mit lebensbedrohlichen Verletzungen wird Behandlung vorenthalten. Selbstverschuldung schwierig zu beurteilen.                                                                                                |
| 8. Instrumenteller Wert: Priorisierung derer, die für die Aufrechterhaltung der medizinischen Versorgung nötig sind, u. a. Ärzte und Pflegepersonal | Um so viele Leben, wie möglich, zu retten, bedarf es der Aufrechterhaltung, des medizinischen Systems, welches ohne Pflegepersonal zusammenbrechen würde.         | Es werden unter anderem denen Plätze vorenthalten, die sie zum Überleben eher gebraucht hätten und bei denen eine Verbesserung ihres Zustands durch eine Behandlung wahrscheinlicher gewesen wäre.                                                        |
| 9. Reziprozität: Priorisierung derer, die früher freiwillige Beiträge an die Gesellschaft geleistet haben                                           | Belohnung für geleistete Hilfe. Ansporn für Menschen, freiwillige Beiträge zu leisten.                                                                            | Keine Maximierung der Heilungsrate. Personen die körperlich oder geistig nicht in der Lage sind, solche Beiträge zu leisten, sind von Angebot ausgeschlossen (Diskriminierungsverbot verletzt)                                                            |
| 10. Finanzierung: Priorisierung derer, die mehr für die Behandlung bezahlen                                                                         | Hilft finanzieller Aufrechterhaltung des Gesundheitssystems. | Prinzip der Gerechtigkeit wird vernachlässigt. (Formales Gerechtigkeitsprinzip: "Gleiche Fälle sollten gleich behandelt werden, und ungleiche Fälle sollten nur insofern ungleich behandelt werden, als sie moralisch relevante Unterschiede aufweisen".) |